# Bethel Strict Baptist Chapel (Robertsbridge)
De Bethel Strict Baptist Chapel is een voormalige Strict Baptist kapel aan de High Street in het dorp Robertsbridge, East Sussex. De kapel is gebouwd in 1842 (zichtbaar op de ingemetselde gevelsteen) op initiatief van James Weller, die de gemeente diende tot 1847. Op 17 januari 1843 wordt het kerkje geopend. Van 1848 tot 1881 wordt de gemeente gediend door George Stedman. Dit was de tweede en de laatste predikant van de gemeente. Na een opleving tussen 1940 en 1960 wordt de gemeente in de tweede helft van de 20e eeuw door vergrijzing en kerkverlating steeds kleiner. De laatste kerkdienst werd gehouden in 1999, waarna het gebouw is omgebouwd tot woonhuis.
In 1978 is het twee verdiepingen tellende kerkje geplaatst als Grade II op de lijst van English Heritage Deze definieerde de kapel als nationally important building of special interest.

## Afbeeldingen

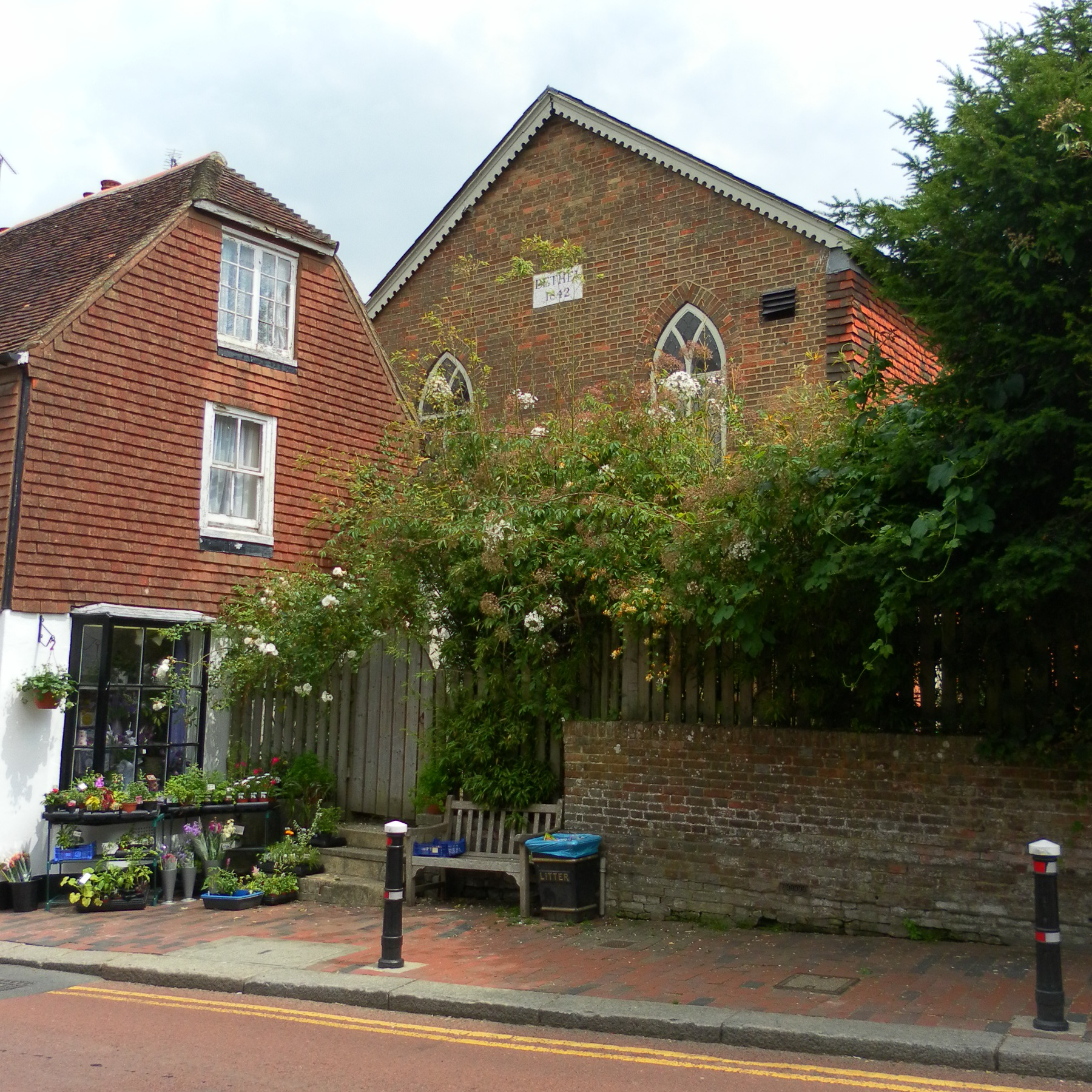
Vooraanzicht vanaf de High Street
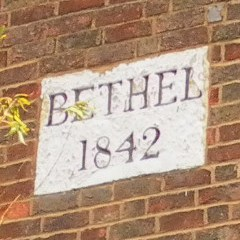
De gevelsteen van het voormalige kerkje